# Hondurodendron urceolatum
Hondurodendron urceolatum — вид квіткових рослин родини Aptandraceae.

## Етимологія
Назва роду Hondurodendron перекладається на українську мову, як «дерево з Гондурасу», а видова назва urceolatum – «має форму глечика», – стосується форми плодів дерева.

## Поширення
Вид є ендеміком Гондурасу. Зустрічається лише на території Національного парку Ель Кусуко (ісп. Parque Nacional El Cusuco) на північному заході країни.

## Історія відкриття
Вид виявили та описали фахівці із ботанічного саду Міссурі на чолі з Кармен Уллоа разом зі своїми колегами з лондонського музею природознавства і університету південного Іллінойсу. Вперше це дерево було виявлене в 2004 році під час експедиції вчених в гори Sierra del Merendon, які знаходяться в північно-західній частині Гондурасу. У 2006 та 2008 роках було зібрано кілька гілок, плодів та інших біологічних зразків для аналізу. Знадобилося ще два роки досліджень структури цієї рослини і його генетичних маркерів, щоб точно класифікувати рослину. Її віднесли до родини Aptandraceae. Її представників можна зустріти не тільки в Південній Америці, а й в Африці, Азії і Індонезії. Від родичів нове дерево відрізняється рядом особливостей.

## Опис
Його висота становить приблизно 12 м. Чоловічі та жіночі квітки надзвичайно дрібні (менше 2 міліметрів), з'являються вони, відповідно, на окремих рослинах. Воно родить незвичайними двохсантиметровими плодами, які мають форму глечика. Плід структурою нагадує горіх. Він не соковитий і для людей не їстівний, але зате дрібні ссавці, що сновигають по гілках Hondurodendron urceolatum, ласують ним охоче.

## Охоронний статус
Дерево Hondurodendron urceolatum представлене декількома розрізненими популяціями в межах одного гірського хребта. Місцеві ліси оточені сільськогосподарськими угіддями і страждають від лісозаготівлі і випасу худоби. Тому ботаніки оголосили, що даний вид знаходиться під загрозою зникнення.